# Марк Понтий Лелиан Ларций Сабин
Марк Понтий Лелиан Ларций Сабин (на латински: Marcus Pontius Laelianus Larcius Sabinus) е политик и сенатор на Римската империя през 2 век.

## Биография
Лелиан Сабин произлиза вероятно от Бетерае (Baeterrae, днес Béziers, Южна Франция) в Нарбонска Галия и е син на Понтий Лелиан.
Император Адриан го прави легат (legatus Augusti pro praetore) на Долна Панония. През 145 г. Лелиан Сабин е суфектконсул заедно с Квинт Мустий Приск. След това през 146 – 149 г. той е легат на Горна Панония; 150 – 154 г. е легат на Сирия.
Лелиан Сабин е баща на Марк Понтий Лелиан, който става консул през 163 г. и през 166/167 г. е легат на Долна Мизия.